# تو را افسون کردم
«تو را افسون کردم» (به انگلیسی: I Put a Spell on You) ترانه‌ای از موسیقیدان اهل ایالات متحده آمریکا اسکریمین جی هاوکینز است که از سوی هنرمندان بسیاری بازخوانی شده و در فهرست «۵۰۰ ترانه که راک اند رول را شکل دادند» جای گرفته‌است. مجلهٔ رولینگ استون نیز ترانه را در رتبهٔ ۳۱۳ از فهرست «۵۰۰ ترانهٔ برتر تمام اعصار» قرار داده‌است.
بازخوانیِ ۱۹۶۵ این ترانه با صدای نینا سیمون نسخهٔ مشهور این ترانه است.